# Weisung (Österreich)
Die Weisung ist im österreichischen Rechtssystem ein Begriff, der im Verwaltungsrecht, im Strafrecht und im Privatrecht verwendet wird.

## Die Weisung in der Verwaltung
In der staatlichen Verwaltung bezeichnet Weisung den einem Amtsorgan erteilten Auftrag. Weisungen können rechtsverbindlich auf Grund der Gesetze nur von der dem Amtsorgan übergeordneten Instanz der staatlichen Verwaltung, auch der  Landesverwaltung, erteilt werden. Dies ist seit 1920 im Bundes-Verfassungsgesetz bestimmt: Die Amtsorgane sind,

„… soweit nicht verfassungsgesetzlich anderes bestimmt ist, an die Weisungen der ihnen vorgesetzten Organe gebunden und diesen für ihre amtliche Tätigkeit verantwortlich. Das nachgeordnete Organ kann die Befolgung einer Weisung ablehnen, wenn die Weisung entweder von einem unzuständigen Organ erteilt wurde oder die Befolgung gegen strafgesetzliche Vorschriften verstoßen würde.“

Hat der Empfänger einer Weisung Zweifel an ihrer Rechtmäßigkeit, hat er nach dem Beamten-Dienstrechtsgesetz das Recht der Remonstration, wenn nicht Gefahr im Verzug besteht. Die Weisung muss dann, wenn sie aufrechterhalten wird, schriftlich erteilt werden.
Dass ein Landeshauptmann „in den Angelegenheiten der mittelbaren Bundesverwaltung“ an Weisungen der Bundesregierung und der einzelnen Bundesminister gebunden ist, wurde in Art. 103 Bundes-Verfassungsgesetz bestimmt. Hat der Landeshauptmann bestimmte Agenden der ihm obliegenden mittelbaren Bundesverwaltung an andere Mitglieder der Landesregierung delegiert, muss er Weisungen des Bundes auch diesen gegenüber durchsetzen und hat „ihre Durchführung zu überwachen“ (Art. 103 Abs. 2 und 3 B-VG).
1922 errichtete die Stadt Wien unter Bürgermeister und Landeshauptmann Jakob Reumann beim Zentralfriedhof die Feuerhalle Simmering. Da die Feuerbestattung damals von konservativen Kreisen abgelehnt wurde, erteilte Sozialminister Richard Schmitz (Bundesregierung Seipel I; Bundeskanzler Ignaz Seipel war Priester) dem Wiener Landeshauptmann einen Tag vor der vorgesehenen Eröffnung die Weisung, die Inbetriebnahme des Krematoriums zu unterlassen. Reumann eröffnete die Feuerhalle dennoch, weil er den Minister für unzuständig hielt. Der von der Bundesregierung in Form einer Ministeranklage angerufene Verfassungsgerichtshof (VfGH) erkannte unter dem Vorsitz des Präsidenten Paul Vittorelli darauf, dass sich Reumann in einem entschuldbaren Rechtsirrtum befunden habe und sprach ihn von der Anklage frei. Das Krematorium blieb daraufhin in Betrieb.
Prominentes Beispiel neuerer Zeit für die Folgen der Nichtbeachtung einer Weisung war Wilfried Haslauer senior, der im Jahr 1985 vom VfGH mit Erkenntnis schuldig gesprochen wurde. Wie schon vor ihm im Jahr 1922 der Wiener Landeshauptmann Jakob Reumann (siehe zuvor), so hatte auch der Salzburger Landeshauptmann Haslauer eine Weisung des Sozialministers ignoriert.

## Weisungsfreiheit
In Hinblick auf die Weisungsgebundenheit der staatlichen Verwaltung wurden Organe, „… die an keine Weisungen und Aufträge gebunden sind“ (Beispiel: ORF-Kuratorium und Hörer- und Sehervertretung,  Rundfunkgesetz 1966, § 6 Abs. 1 und 2), gesetzlich explizit als weisungsfrei definiert.
Allgemein wird Weisungsungebundenheit als wesentliches Kriterium zur Definition von selbständiger Erwerbstätigkeit, zB. im freien Dienstvertrag herangezogen.
Richter sind als Teil der Judikative weisungsfrei:

„Die Richter sind in Ausübung ihres richterlichen Amtes unabhängig.“

## Die Weisung im Strafrecht
Der Begriff Weisung wird auch im österreichischen Strafrecht eingesetzt.

„Das Gericht kann Rechtsbrechern anlässlich der Verurteilung zu einer bedingten Strafe oder der bedingten Entlassung Weisungen (Gebote und Verbote) erteilen, soweit das notwendig oder zweckmäßig ist, um den Täter von der Begehung weiterer Straftaten abzuhalten.“

Dies ist seit 1974 in § 50 und 51 Strafgesetzbuch festgehalten.
Das Weisungsrecht des Justizministers gegenüber Staatsanwälten  ist seit einigen Jahren umstritten. 2014 wurde dem Minister ein Weisungsbeirat empfohlen, der derzeit eingeschaltet wird, bevor der Minister eine Weisung erteilt.

## Die Weisung im Privatrecht
Weisungen gibt es in Österreich im Privatrecht z. B. in der Struktur der GmbH: Der Geschäftsführer einer GmbH ist an Weisungen der Generalversammlung der Gesellschafter gebunden.